# Das Ende vom Liede (film 1912)
Das Ende vom Liede è un film muto del 1912 diretto e interpretato da Max Mack

## Produzione
Il film fu prodotto da Franz Vogel per la Eiko Film GmbH. di Berlino.

## Distribuzione
Uscì nelle sale cinematografiche tedesche il 28 dicembre 1912.